# Anna Maria Mühe
Anna Maria Mühe (Berlim, 23 de julho de 1985) é uma atriz alemã.

## Biografia
Anna Maria Mühe, é filha dos atores Jenny Gröllmann (1947-2006) e Ulrich Mühe (1953-2007) e irmã do fotógrafo Andreas Mühe.
Estreou 2001  no filme Große Mädchen weinen nicht (br: Meninas Não Choram) da diretora Maria von Heland. O filme, conta a história de duas amigas, Kati (Mühe), e Steffi (Karoline Herfurth).
Sua formação profissional ficou a cargo da soprano Marianne Fischer-Kupfer e da atriz Kristiane Kupfer. Em 2007, após a morte de seu pai, Anna Maria Mühe assumiu o patrocínio do festival internacional de música Grimmaer Liederflut.

## Filmografia
- Große Mädchen weinen nicht (Meninas Não Choram) (2002)
- Love in Thoughts (2003)
- Tatort - Verraten und verkauft (2003)

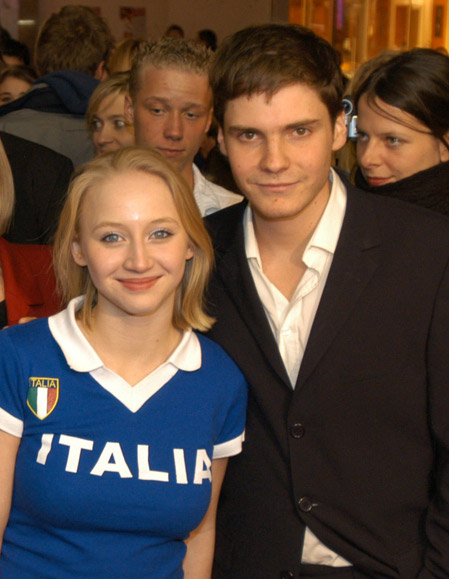
Anna Maria Mühe com Daniel Brühl na esréia do filme Was nützt die Liebe in Gedanken (2004).

- Delphinsommer (2004)
- Escape (2004)
- Die letzte Schlacht (2005)
- Novemberkind (2008)

- Dogs of Berlin (Netflix) (2018)

## Discografia
- Sehnsucht mit (2008)
- Atemlos mit (2010)

## Prêmios
- Goldene Kamera (2006)[3]

- Nomeação ao Deutscher Filmpreis por Novemberkind (2009)[4]